# Hans-Hermann Hoppe
Hans-Hermann Hoppe (Peine, 2 september 1949) is een Duits econoom en politiek filosoof. Hoppe is een voorstander van het anarchokapitalisme.

## Inleiding
Hij werd geboren te Peine, in de Duitse deelstaat Nedersaksen.
Hoppe studeerde sociologie, filosofie, geschiedenis en economie aan de Universität des Saarlandes (te Saarbrücken), de Goethe-Universität (te Frankfurt am Main) en aan de University of Michigan te Ann Arbor in de Amerikaanse staat Michigan). In 1974 promoveerde hij (onder Jürgen Habermas), om daarna in 1981 de Habilitation te verkrijgen (beide aan de Goethe-Universität).
Sinds 1986 is hij professor economie aan de University of Nevada, Las Vegas (UNLV). Hij is ook als Distinguished Fellow verbonden aan de vrijemarkt-denktank Ludwig von Mises Institute (Auburn, Alabama), en is voor lange tijd redacteur geweest van het libertarische Journal of Libertarian Studies.
Hoppe heeft gezegd dat Murray Rothbard zijn "belangrijkste leraar, mentor en meester" was. Hoppe kwam naar de Verenigde Staten via Rothbard op een beurs van het Center for Libertarian Studies, en Rothbard vestigde Hoppe ook aan de UNLV. Hoppe zei dat hij "zij aan zij met hem werkte en leefde, in constant en onmiddellijk persoonlijk contact," en zei dat hij Rothbard vanaf 1985 tot aan zijn dood in 1995 beschouwde als zijn "liefste vaderlijke vriend". Hoppe was ook intiem bevriend met Ludwig von Mises.

## Standpunten over democratie
In 2001 kwam zijn boek Democracy: The God that Failed (Democratie: De God die geen God is) uit, dat niet alleen een kritiek leverde op democratie als staatsvorm, waarin Hoppe opperde dat zelfs een vrije markt onder een erfelijke monarch beter is dan elke democratische staatsvorm, maar dat ook de constante strijd tussen vrijheid van het individu en de staat binnen het liberalisme een verloren zaak voor de vrijheid van het individu is. Volgens Hoppe kan de staat als 'dwingend instituut' het beste helemaal afgeschaft worden. De argumenten die Hoppe hanteert verschillen wel van die argumenten die door een andere anarchokapitalist, David D. Friedman, gebruikt worden.
Janek Wasserman schrijft dat Hoppe "de Oostenrijkse erfenis opnieuw verbeeldde als een van autoritarisme, conservatisme, antidemocratie en anti-Verlichting". Steven Horwitz noemde de aanpak van Hoppe en zijn Mises Institute collega Joseph Salerno "een fascistische vuist in een libertaire handschoen". De politicoloog George Hawley schrijft dat Hoppe "misschien wel de belangrijkste brug is tussen het libertarisme en de Alt-Right". In Hoppe's visie, schrijft Wasserman, "waren de successen van het fin-de-siecle tijdperk - en de Oostenrijkse school - niet het product van liberale overheersing of kosmopolitische deugden, maar van het ancien régime en zijn restrictieve sociale orde". Met betrekking tot democratie en kunst stelde Hoppe in 2013 dat "democratie leidt tot de ondermijning en uiteindelijk verdwijning van het begrip schoonheid en universele normen van schoonheid. Schoonheid wordt overspoeld en ondergedompeld door zogenaamde 'moderne kunst'."
In zijn recensie van Democracy: The God That Failed schreef Walter Block, een collega van Hoppe aan het Mises Institute, dat Hoppe's argumenten licht werpen "op historische gebeurtenissen, van oorlogen tot armoede tot inflatie tot rentepercentages tot misdaad". Hoewel Hoppe toegeeft dat democratieën in de 21e eeuw welvarender zijn dan de monarchieën van weleer, stelt Hoppe dat als edelen en koningen de huidige politieke leiders zouden vervangen, hun vermogen om een langetermijnvisie te hebben op het welzijn van een land "de zaken zou verbeteren", schreef Block. Block deelde wat hij noemde 'kleine kritiek' op Hoppe's stellingen met betrekking tot tijdsvoorkeuren, immigratie en de kloof tussen libertarisme en conservatisme.
Alberto Benegas-Lynch Jr. bekritiseerde Hoppe's stelling dat monarchie te verkiezen is boven democratie. Benegas-Lynch, een professor in de economie aan de Universiteit van Buenos Aires die verbonden is aan het libertaire Cato Instituut, leverde empirisch bewijs dat aantoont dat moderne monarchieën veel armer zijn dan moderne democratieën. In reactie hierop stelde Hoppe dat die monarchieën armer waren dan democratieën, niet vanwege intrinsieke kenmerken van deze politieke systemen, maar omdat de monarchieën die voor het onderzoek werden gebruikt, meestal Afrikaanse landen, in vergelijking met de democratieën, meestal Europese landen, tot een vertekening in het onderzoek leidden. De mate van tijdsvoorkeur van een democratie in het heden zal lager zijn dan een democratie in het verleden, en zelfs lager in een democratie in de toekomst. Om een studie consistent te laten zijn in het vergelijken van beide soorten regeringen, moet je zoveel mogelijk variabelen elimineren, zoals culturele verschillen, sekseverschillen, tijdsverschillen, enzovoort. Hoppe stelt dat dit gebrek aan goede eliminatie van variabelen leidde tot vertekeningen in de studie van Benegas-Lynch bij het vergelijken van democratieën in Europa en monarchieën in Afrika.
Gevraagd door The Intercept in 2021 over zijn opname in extreemrechtse internetmemes die politieke moord vieren, antwoordde Hoppe dat de vraag onwetend was. Hij schreef: "Ik ben een intellectueel voorvechter geweest van privé-eigendomsrechten, vrije markten, contract- en associatievrijheid en vrede", en: "What do I know? There are lots of crazy people out there!"

## Uitzetting van homoseksuelen en dissidenten
Hoppe's geloof in het recht van eigenaars van onroerend goed om gemeenschappen op te richten die aan rassendiscriminatie doen, en zijn bewering dat gemeenschappen exclusieve criteria voor toelating en acceptatie kunnen opstellen, zijn bijzonder verdelend gebleken.
In Democratie: The God That Failed, beschrijft Hoppe een samenleving van "verbondsgemeenschappen" die bestaan uit inwoners die een overeenkomst hebben getekend waarin de aard van die gemeenschap is vastgelegd. Hij schrijft: "Er zou weinig of geen 'tolerantie' en 'ruimdenkendheid' zijn die linkse libertairen zo dierbaar zijn. In plaats daarvan zou men op de goede weg zijn naar het herstel van de vrijheid van vereniging en uitsluiting die geïmpliceerd wordt door de instelling van privé-eigendom". Hij stelt dat steden en dorpen waarschuwingsborden zouden kunnen hebben met de tekst: "geen bedelaars, zwervers of daklozen, maar ook geen homoseksuelen, drugsgebruikers, Joden, moslims, Duitsers of Zoeloes".
Hoppe maakt ook duidelijk dat hij gelooft dat het toepassen van bepaalde vormen van discriminatie, waaronder het fysiek verwijderen van mensen wiens levensstijl onverenigbaar wordt geacht met het doel van het vestigen van bepaalde gemeenschappen, volledig verenigbaar is met zijn systeem.
Hoppe schrijft: "In een verbond dat gesloten is tussen eigenaar en huurders van de gemeenschap met als doel hun privébezit te beschermen, bestaat er niet zoiets als een recht op vrije (onbeperkte) meningsuiting, ... het is natuurlijk niemand toegestaan om ideeën te bepleiten die in strijd zijn met het doel van het verbond om privébezit te behouden en te beschermen, zoals democratie en communisme. Er kan geen tolerantie zijn tegenover democraten en communisten in een libertarische sociale orde. Ze zullen fysiek gescheiden en uit de samenleving verbannen moeten worden. Evenzo kan er in een verbond dat is opgericht om familie en verwanten te beschermen geen tolerantie zijn voor mensen die een levensstijl voorstaan die onverenigbaar is met dit doel. Zij - de voorstanders van alternatieve, niet op familie en verwanten gerichte levensstijlen zoals bijvoorbeeld individueel hedonisme, parasitisme, natuur- en milieuverering, homoseksualiteit of communisme - zullen ook fysiek uit de samenleving verwijderd moeten worden, als men een libertaire orde wil handhaven."
In een commentaar op deze passage zei Martin Snyder van de American Association of University Professors dat Hoppe's woorden "degenen met een beter geheugen dan Hoppe voor segregatie, apartheid, interneringsfaciliteiten en concentratiekampen, voor gele sterren en roze driehoeken" zullen verontrusten. Hoppe veroorzaakte ook controverse door homoseksualiteit een "perversiteit of abnormaliteit" te noemen, analoog aan pedofilie, drugsgebruik, pornografie, polygamie en obsceniteit.
Walter Block schreef dat Hoppe's verklaring waarin hij opriep tot de fysieke verwijdering van homoseksuelen uit een libertarische politieke gemeenschap "buitengewoon moeilijk te rijmen was met het libertarisme."